# ميراج ستوديو
ميراج ستوديو (بالإنجليزية: Mirage Studios)‏ شركة أمريكية خاصة بإنتاج القصص المصورة أسست سنة 1983 بنورثهامبتون من أشهر أعمالها سلاحف النينجا (سلسلة قصص هزلية)